# 澳門新中央圖書館

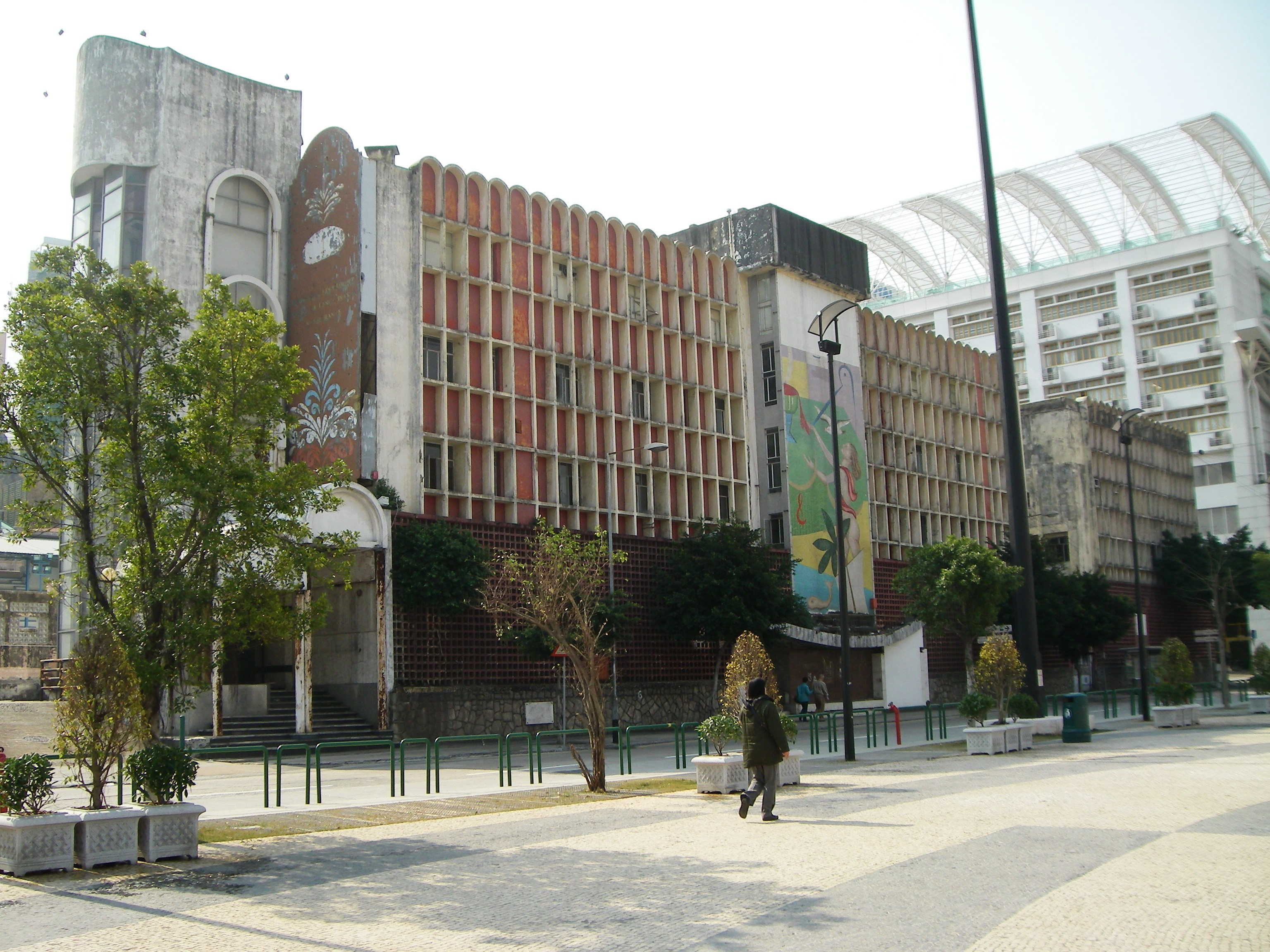
舊愛都酒店地段為2020年9月敲定的興建新中央圖書館的選址

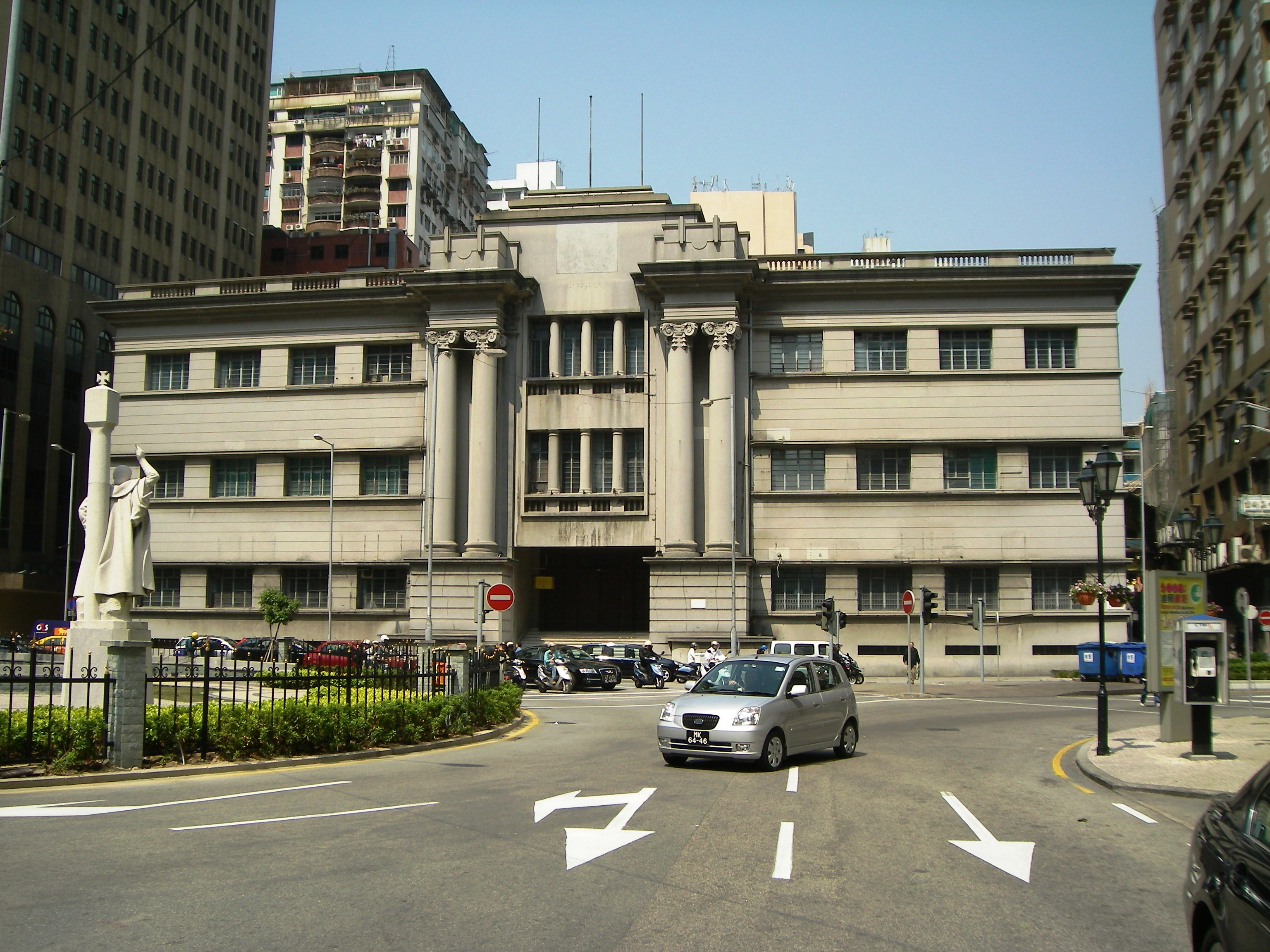
舊法院大樓地段為2007年至2020年的選址

新中央圖書館（葡萄牙語：Nova Biblioteca Central）是一座未來位於澳門塔石廣場舊愛都酒店地段的圖書館，其造價初步估算為5億澳門幣，面積將達1萬平方米以上，將成為全澳門面積最大的公共圖書館。
新中央圖書館的選址原本是位於南灣南灣大馬路的初級法院大樓及前司法警察局大樓地段。兩座大樓建於1951年，前者被評定為「具建築藝術價值的樓宇」，為澳門法定文物。該大樓於2007年落實為新中央圖書館選址，改建工程原本預計於2014年或於2015年動工，後來延遲到2017年至2018年，於2019至2020年投入運作。到了2018年仍就設計方案進行研究，澳門文化局曾表示期望新中圖能於2020年完成。
2020年8月，將舊法院大樓改建成新中央圖書館的計劃被剎停，當局表示舊法院大樓具有歷史價值及建築特色，將盡量保持原貌並留予司法機關使用。同年9月，當局宣布計劃將舊愛都酒店地段改建為新中央圖書館。

## 歷史

### 舊法院大樓選址時期
2002年澳門政府提出「興建一座多設施、多功能的圖書館」的藍圖。2006年，行政長官在施政方針中提出「決定興建一座綜合性的大型中央圖書館，以回應市民自我增値、提升文化素養和充實閒暇時間的新需求」。2007年10月24日，財政局局長劉玉葉將政府物業原法院大樓發展權交予澳門文化局，同日敲定南灣原法院大樓作為澳門新中央圖書館選址。
2011年初，新中央圖書館大樓完成開標程序，原計劃於2011年底開始動工，但計劃最終沒有實行。
2013年10月27日，時任文化局中央圖書館代館長鄧美蓮解釋，新中央圖書館建設原訂分為舊法院和司法警察局舊址二期工程，司法警察局的龍嵩街舊址搬遷後交由文化局處理，因此決定合併重新設計規劃以有助新中央圖書館更好運作，成本亦可能更節省，但招標進度要多1至2年時間。

### 更改選址至原愛都酒店地段
2020年8月，行政法務司司長張永春表示，舊法院大樓具有歷史價值及建築特色，將盡量保持原貌並留予司法機關使用，原址現改作興建終審法院大樓。9月，當局宣布計劃將塔石廣場舊愛都酒店地段改建為新中央圖書館，預計2024年落成，造價初步估算為5億澳門幣，建成後面積達1萬平方米以上，將成為全澳門面積最大的公共圖書館。文化局表示新方案的工程難度及成本將大幅降低。
2021年3月8日，新中央圖書館項目興建細則終於塵埃落定，來自荷蘭Mecanoo團隊的項目設計方案，在四個建築團隊中脫穎而出。該方案中提出，將愛都酒店壁畫移到室內大堂。文化局局長穆欣欣表示，新中圖將維持建築工程造價預算五億元內，最快2024年底建成，又相信壁畫移到室內的安排，將有利其保留。
2022年10月22日，社會工作局徵詢市政署、文化局和公共建設局意見，回覆立法會直選議員林宇滔有關無障礙設施的書面質詢。文化局表示計劃於大樓內設置升降機，作為館內的垂直交通設計之一，連接圖書館、得勝馬路和高偉樂街，希望為往來民眾提供友善、無障礙的便利通道。當局稱，有關項目是考慮周邊步行環境規劃，現正處於設計階段，將與新中圖項目一併落成。
2022年12月6日，最新規劃條件圖草案作公示，相關土地面積約6,864平方米，用途包括文化設施和康體設施用地，將作用圖書館和游泳場。根據草案，土地受文遺法保護，文化局約束力意見提出新建樓宇高度不得超過士多鳥拜斯大馬路一側的海拔29.37米，至得勝馬路一側的海拔41.71米，且屋面上任何構築物不得遮擋從塔石廣場西側至東望洋燈塔的視線聯繫。建築設計須與周邊及自然山體環境相協調。草案建議全部室內停車場須預留足夠充電容量及基礎設施，滿足電動車充電需要，同時要設有避免車輛在公共道路上等候進入停車場的空間。而工程實施前，土地內神祇須另覓合適位置遷移，土地內一株古樹則須於施工前提交有關保護方案供市政署審核。
2023年1月4日，澳門城市規劃委員會舉行第一次平常全體會議，討論有關用地興建圖書館的規劃條件圖草案。公示期間只收到一份意見，認同該地段作為文化設施用地（圖書館）／康體設施用地（游泳池），但建議明確神祇的具體搬遷和古樹移植方案，同時建議保留建築物立面。文化局表示，正開展圖書館的建築計劃編制工作，爭取在年內完成，但工程進度及時間，需待工程招標工作完成後才明確。蘇建明又表示，地段內的古樹和石牆樹將會保留，一棵靠近新花園泳池的古樹，將交由市政署保留。另一棵石牆樹位於高偉樂街及得勝馬路交界，文化局予以保留。當局已與設計團隊協調，同時亦已委託坊會將地段內的神龕移到對面樓梯的位置。
2023年7月5日，中區社區咨詢委員會召開平常會議，出席的文化局表示，現階段完成新圖書館初研方案設計，亦收到基本方案文件，稍後推出施工方案，料2024年內公開招標，但總造價仍未確定。會與一旁的新花園泳池重整優化工程同期進行，減少新花園不能開放的時間。舊愛都壁畫將會在修復後在室內保留，供人欣賞。經評估認為因塔石體育館開放部分車位，不設地下公共停車場，評估認為地庫空間不大，若建停車場造價高。並採用智能化系統，方便讀者借還圖書。
2023年9月中旬，原愛都酒店外立面的馬賽克壁畫開始被棚架覆蓋，壁畫下方已經圍板，事前卻沒有任何公布。正報記者去信文化局查詢詳細，但四天後只獲不足百字回覆；同月24日晚上，文化局發新聞稿表示日後將其馬賽克壁畫，移至新中圖大堂作更好的保護和展示。
文化局表示該馬賽克壁畫因長年於室外受風雨侵蝕影響，現況較差及脆弱，其頂部、左側及下方已出現大面積缺損，其餘部分亦存在多處裂痕及零星剝落。現時工作對壁畫現況進行詳細的檢查評估，包括對壁畫進行熱成像、表面溫濕度等儀器檢測，詳細檢查和記錄馬賽克壁畫的整體狀況，並將透過取樣分析、馬賽克分離測試，掌握壁畫的原材料，飾面與牆基間黏合狀況，以編制完善的壁畫修復及移置方案。。
2023年10月，文化遺產委員會召開全體會議，位於原愛都酒店正門外面的馬賽克壁畫修復及移置工作未招標，現時圍封壁畫只是作最後檢查，若一切順利才會展開相應的拆卸及修復工程。至於鄰近高偉樂街的神龕區域，梁惠敏稱，當局已委托街總臨時保存神像，稍後會出臨時遷移公告，建議市民時限內領走神像或交由坊會保存，當局希望最遲於同年12月前完成，趕及寒假時展開神龕上方石牆樹的支撐維護工作；另在項目完工後會在附近另覓合適位置重新安放神龕。

### 拆卸原建築
2024年3月，「澳門新中央圖書館建築工程 - 拆卸、基礎及地庫」第一期工程開標，公共建設局共向七間公司詢價為7,000萬至接近9,000萬元，涉及舊愛都酒店的拆卸、建造新圖書館的基礎及地庫，最長施工期為460工作天。
2024年6月1日，「澳門新中央圖書館建築工程 - 拆卸、基礎及地庫」工程動工，為配合工程進行和保障市民安全，毗鄰的新花園泳池自當天起暫停開放。據公共建設局網站顯示，項目已列入“進行中”工程，佔地面積約2,960平方米，首期工程包括舊愛都酒店的拆卸、建造新圖書館的基礎及地庫，工程造價6,978萬元，工期為450個工作天,承建商為“明信建築置業有限公司”。

## 爭議
南灣舊法院新中央圖書館計劃有利益衝突、造價過高、選址及設計涉嫌抄襲等爭議，其達9億澳門幣的造價被認為過高和被懷疑存在私益輸送，且被質疑澳門又一個沒有工期和預算的「大白象」工程。此外，新中央圖書館的選址面積不足，且處於人流量飽和以及交通繁忙的地段，被批評不適合興建圖書館。2018年，文化局就取得「新澳門中央圖書館建築工程-編製工程計劃」進行公開招標，而中標的設計公司的設計涉嫌抄襲西班牙萊昂的萊昂音樂廳。

### 利益衝突質疑
2008年4月，文化局舉辦一等獎獎金為澳門幣20萬元的「澳門新中央圖書館建築概念設計邀請賽」，對於有消息指出比賽結果已內定，時任文化局局長何麗鑽表示絕無此事。同年7月，比賽評選結果出爐，由於得獎者是負責前期諮詢工作的工程規劃公司的職員，故被專業人士和網民質疑有利益衝突之嫌。同年11月，廉政總署向各公共部門發出公函，指「現行法例沒有明文禁止之前曾為行政當局提供研究或諮詢服務或人士，在日後參與相關的競投活動或比賽，但這類潛在競爭者在掌握資訊方面，確實存在『特殊優勢』，影響公平競爭」。
此外，澳門政府被審計署指出浪費大量公帑租用私人物業作辦公場所，另一方面，當局又連推數項被指沒有迫切性且造價昂貴的拆建政府物業工程，又聲稱高達澳門幣9億的巨大項目不需要公開向國際招標而只向當地建築商招標，且政府的外判服務不斷被揭發有利益輸送問題，引起市民質疑新中央圖書館計劃同樣存在私益輸送。

### 造價過高及沒有上限
2016年，時任文化局局長吳衛鳴預計建造新中央圖書館需要九億澳門幣，其造價引起社會討論，公眾質疑新中央圖書館將會是又一個沒有工期和預算的工程，又指政府提出的九億數字一直都是估算，至今沒有設立上限，也無法得知預算細節，故批評政府的做法「無賴」。澳門立法會主席賀一誠認為九億元費用過高，又認為圖書館內部沒有必要設有「澳門四處都是的」咖啡室和書局，亦有立法會議員指出，過去當局的公共工程都有給市民浪費大量金錢和管理差的印象，故引起公衆憂慮。

### 選址及需求度爭議

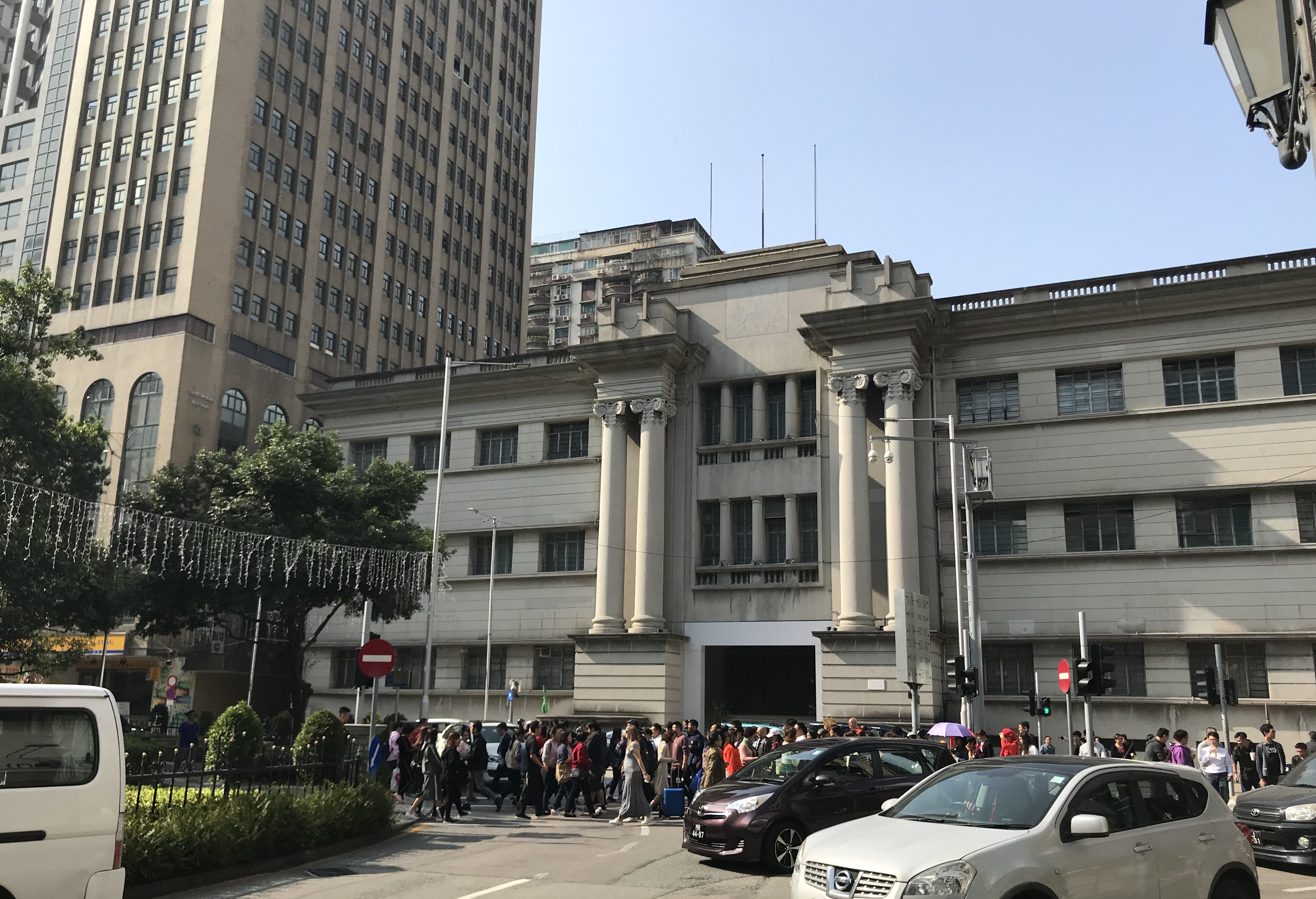
2018年的澳門舊法院大樓，該地點人流及交通擁擠，且旅客眾多

2016年10月9日，澳視澳門台直播時事論壇節目「澳門論壇」探討新中央圖書館規劃，參與發言的絕大多數的市民都反對舊法院選址，主要原因是因為該選址地點人流及交通擁擠，且旅客眾多，新中央圖書館建成後必導致該區的交通負荷惡化，亦會影響居民使用。城市規劃委員會委員陳德勝表示舊法院選址不符合城市佈局，且舊法院是澳門法定文物，保留了本地的歷史和文化。圖書館暨資訊管理協會理事長王國強則認為選址適合，認為人流過多的問題可分流解決，以及在交通繁忙時段鼓勵市民使用公共交通。
傳新澳門協會理事長林宇滔指新中央圖書館的選址是當局於2006年做出的規劃，認為如今人流量飽和交通繁忙的舊法院選址，已不再適合增建圖書館。陳德勝又表示，舊法院選址附近新馬路一帶經10年的改變，已成為經常要實施人流管制的地方，若再設立一個大型圖書館，交通壓力必定會大增，此外，該區停車位不足，不便市民前往，新馬路一帶的商業氛圍也與圖書館格格不入，難以聚焦文化氣息，顯然不再是適合興建圖書館的選址。澳門立法會議員吳國昌質疑為何一定要破壞文物，又質疑在一個人流高度密集的地方加入一個期望吸引極高人流的新項目是否屬於一個好的城市規劃，他建議將舊法院以及相連的舊司警局大樓用作政府辦公樓，而新中央圖書館計劃應放在填海新城。
另外，新中央圖書館選址附近的何東圖書館和八角館圖書館的使用率未達飽和，且澳門整體上圖書館分佈平均，幾所大專院校亦設有完善的圖書館設備，有聲音質疑當局是否有極大的需要再建一個大型圖書館。

### 設計爭議及涉嫌抄襲
2018年2月，文化局就取得「新澳門中央圖書館建築工程-編製工程計劃」進行公開招標，開標結果顯示共有九份標書。同年11月，新中央圖書館確定設計方案，中標的設計公司為「MAA馬若龍建築師事務所」，設計費達澳門幣1,868萬，該事務所曾承接過不少當地政府的建築項目，而該事務所主席馬若龍曾擔任文化諮詢委員會委員，他在社會強烈批評新中央圖書館方案時支持政府，又公開表示政府若有需要可以去找他。
事務所的設計團隊表示，新中央圖書館的設計靈感源自於昔日圖書館中的「卡片目錄檢索櫃」，又指把新中央圖書館構想成一個「等待居民發掘箇中的知識及學問的知識的格子櫃」。在處理舊建築方面，新建築結構獨立於舊法院大樓，在不破壞舊法院結構的情況下在大樓的天井興建兩條巨型結構柱以支撐新建築，讓新建築達到「懸浮」在舊法院大樓上方的效果。中標設計公佈後，有不少市民批評該設計與舊法院「格格不入」。
同月，有消息指出新中央圖書館的中標設計，與建成於2002年、由著名西班牙建築師事務所「Mansilla + Tunon」設計、曾獲得西班牙建築師大獎的位於西班牙萊昂的萊昂音樂廳非常相似，質疑有人抄襲。根據澳門葡文報章《今日澳門》報道，中標設計公司「MAA馬若龍建築師事務所」的負責人馬若龍否認抄襲，說不知道西班牙有這樣的建築和在設計時沒有模倣其他建築，又表示「認識我的人都知道我是非常堅定、獨立、有創意、原創的人，不會做這樣一件事。」
2018年11月24日星期六，文化局發表新聞稿表示接納中標公司說明，將會跟進後續工作和爭取新中央圖書館如期啓用。

## 文獻
1. ↑  . 力報. 2017-03-09  [2018-11-22]. （原始内容存档于2018-11-23）.
2. 1 2  . 力報. 2016-08-30  [2018-11-22]. （原始内容存档于2018-11-23）.
3. 1 2  . 澳廣視新聞. 2015年4月18日  [2015-04-18]. （原始内容存档于2015-09-24）.（繁體中文）
4. 1 2  （繁體中文）. 澳門電台. 2013-10-27 18:55(UTC+8)  [2014-06-01]. （原始内容存档于2014-06-05）.
5. 1 2  . 論盡媒體. 2016-10-13  [2018-11-22]. （原始内容存档于2017-06-21）.
6. ↑  . 巴士的報. 2018-11-18  [2020-03-06].
7. ↑  . 澳門日報. 2023-01-03  [2023-01-03]. （原始内容存档于2023-01-03）.
8. 1 2  （繁體中文）. 澳門電台. 2010-07-30 16:15:33(UTC+8).
9. 1 2  （繁體中文）「新中圖設計施工將招標明年建」，澳門日報B1版，2010-07-31
10. ↑  . 現代澳門日報. 2020-08-29.
11. ↑  . 論盡媒體. 2020-09-10.
12. ↑  . 力報. 2021年3月9日.
13. ↑  . TDM 澳廣視新聞. 2022-10-22  [2022-10-22]. （原始内容存档于2022-10-22）.
14. ↑  . TDM 澳廣視新聞. 2022-12-05  [2022-12-05]. （原始内容存档于2022-12-05）.
15. ↑  . 澳門日報. 2023-01-03  [2023-01-03]. （原始内容存档于2023-01-03）.
16. ↑  . 論盡媒體 AllAboutMacau Media. 2023-01-04  [2023-01-04]. （原始内容存档于2023-01-12）.
17. ↑  . 澳門日報. 2023-07-06  [2023-07-06]. （原始内容存档于2023-07-08）.
18. ↑  . 正報. 2023-07-06  [2023-07-06]. （原始内容存档于2023-07-08）.
19. ↑  . 正報. 2023-09-20  [2023-09-20]. （原始内容存档于2023-10-14）.
20. ↑  . 澳門特別行政區文化局. 2023-09-24  [2023-09-24]. （原始内容存档于2023-12-07）.
21. ↑  . 澳廣視新聞. 2023-10-12.
22. ↑  . 正報. 2024-03-20  [2024-03-21]. （原始内容存档于2024-03-20）.
23. ↑  . 正報. 2024-05-30.
24. ↑  . 澳廣視新聞. 2024-06-04  [2024-06-04]. （原始内容存档于2024-06-04）.
25. 1 2 3  João Santos Filipe. . 今日澳門. 2018-08-22.
26. 1 2 3 4  . 澳亞衛視. 2018-11-19  [2018-11-22]. （原始内容存档于2018-11-22）.
27. 1 2  . 論盡媒體. 2016-10-06  [2018-11-22]. （原始内容存档于2018-11-22）.
28. 1 2 3  . 論盡媒體. 2016-10-10  [2018-11-22]. （原始内容存档于2018-11-22）.
29. ↑  . 力報. 2016-08-31  [2018-11-22]. （原始内容存档于2018-11-23）.
30. 1 2  . 論盡媒體. 2016-10-09  [2018-11-22]. （原始内容存档于2018-11-22）.
31. ↑  . 論盡媒體. 2016-10-06  [2018-11-22]. （原始内容存档于2018-11-22）.
32. 1 2 3  . 論盡媒體. 2018-11-22  [2018-11-22]. （原始内容存档于2018-11-23）.
33. ↑  . 澳門文化局. 2018  [2018-11-22]. （原始内容存档于2018-11-22）.
34. ↑  . 論盡媒體. 2018-11-24  [2018-11-26]. （原始内容存档于2018-12-01）.

## 外部連結
- 公共建設局：澳門新中央圖書館建築工程介紹
- . 澳門文化局. 2020-09-10  [2025-02-28]. （原始内容存档于2025-02-14）.